# Prionospio aluta
Prionospio aluta är en ringmaskart som beskrevs av Maciolek 1985. Prionospio aluta ingår i släktet Prionospio och familjen Spionidae. Arten har ej påträffats i Sverige. Inga underarter finns listade i Catalogue of Life.